# ゲルチェレチュース山
ゲルチェレチュース山（ゲルチェレチュースさん、英語: Mount Ngerchelchuus、パラオ語: Rois Ngerchelchuus）は、パラオにある同国の最高峰の山である。パラオ語の発音では「ゲルエレウース山」に近いとされる。

## 概要
標高は242メートルで、バベルダオブ島の最高峰であると同時にパラオ共和国の最高峰でもある。ガラスマオ州とアルモノグイ州の州境に位置する。コンパクト・ロードからゲルチェレチュース山を眺めることができる。